# Motocyklowe Grand Prix Pacyfiku 2002
Motocyklowe Grand Prix Pacyfiku 2002 – trzynasta eliminacja Motocyklowych Mistrzostw Świata, rozegrana 4 - 6 października 2002 na torze Twin Ring Motegi w Motegi.

## Opis weekendu Grand Prix

### Wyniki MotoGP
| Legenda oznaczeń w tabelach wyników Wyświetl szablon na nowej stronie | Legenda oznaczeń w tabelach wyników Wyświetl szablon na nowej stronie                                                                     |
| Oznaczenie                                                            | Wyjaśnienie |
| --------------------------------------------------------------------- | --- |
| Złoty                                                                 | Zwycięzca lub mistrzostwo |
| Srebrny                                                               | 2. miejsce lub wicemistrzostwo |
| Brązowy                                                               | 3. miejsce lub II wicemistrzostwo |
| Zielony                                                               | Ukończył, punktował (w klasyfikacji generalnej, gdy zdobył co najmniej jeden punkt na przestrzeni sezonu, poza trzema powyższymi opcjami) |
| Niebieski                                                             | Ukończył, nie punktował (w klasyfikacji generalnej, gdy nie zdobył co najmniej jednego punktu na przestrzeni sezonu)                      |
| Czerwony                                                              | Nie zakwalifikował się (NZ) |
| Czerwony                                                              | Nie prekwalifikował się (NPK) |
| Różowy                                                                | Nie ukończył (NU) |
| Różowy                                                                | Niesklasyfikowany (NS) (w klasyfikacji generalnej, gdy nie został sklasyfikowany w żadnym wyścigu sezonu)                                 |
| Czarny                                                                | Zdyskwalifikowany (DK) |
| Czarny                                                                | Wykluczony (WYK/EX) |
| Biały                                                                 | Nie wystartował (NW) |
| Biały                                                                 | Kontuzjowany (K/INJ) |
| Biały                                                                 | Wyścig odwołany (OD/C) |
| Bez koloru                                                            | Został wycofany (WYC/WD) |
| Bez koloru                                                            | Nie przybył (NP/DNA) |
| Bez koloru                                                            | Nie brał udziału w treningach (NT/DNP) |
| Bez koloru                                                            | Nie został zgłoszony (–) |
| Pogrubienie                                                           | Start z pole position |
| Kursywa                                                               | Najszybsze okrążenie wyścigu |
| †                                                                     | Nie ukończył, ale jego rezultat został zaliczony ze względu na przejechanie więcej niż 90% dystansu wyścigu.                              |
| *                                                                     | Sezon w trakcie |
| 1/2/3                                                                 | Punktowana pozycja w sprincie kwalifikacyjnym                                                                                             |
| Lista systemów punktacji Formuły 1                                    | |

#### Wyścig[2]
| Pozycja | Motocyklista             | Motocykl | Czas / Strata | Start | Punkty |
| ------- | ------------------------ | -------- | ------------- | ----- | ------ |
| 1       | Alex Barros              | Honda    | 44:18,913     | 5     | 25     |
| 2       | Valentino Rossi          | Honda    | +1,641        | 6     | 20     |
| 3       | Loris Capirossi          | Honda    | +7,672        | 3     | 16     |
| 4       | Tohru Ukawa              | Honda    | +18,120       | 7     | 13     |
| 5       | Carlos Checa             | Yamaha   | +25,036       | 4     | 11     |
| 6       | Kenny Roberts Jr.        | Suzuki   | +29,201       | 8     | 10     |
| 7       | Olivier Jacque           | Yamaha   | +32,902       | 9     | 9      |
| 8       | Norifumi Abe             | Yamaha   | +33,287       | 14    | 8      |
| 9       | Nobuatsu Aoki            | Proton   | +35,949       | 13    | 7      |
| 10      | Jeremy McWilliams        | Proton   | +37,355       | 10    | 6      |
| 11      | Regis Laconi             | Aprilia  | +49,039       | 12    | 5      |
| 12      | Wataru Yoshikawa         | Yamaha   | +49,181       | 19    | 4      |
| 13      | Jurgen van den Goorbergh | Honda    | +49,589       | 20    | 3      |
| 14      | John Hopkins             | Yamaha   | +52,071       | 16    | 2      |
| 15      | Tetsuya Harada           | Honda    | +52,180       | 21    | 1      |
| 16      | Shinya Nakano            | Yamaha   | +1:00,485     | 17    |        |
| 17      | Garry McCoy              | Yamaha   | +1:02,232     | 15    |        |
| NS      | Pere Riba                | Yamaha   | wycofał się   | 22    |        |
| NS      | Max Biaggi               | Yamaha   | wycofał się   | 2     |        |
| NS      | Daijirō Katō             | Honda    | wycofał się   | 1     |        |
| NS      | Akira Yanagawa           | Kawasaki | wycofał się   | 18    |        |
| NS      | Sete Gibernau            | Suzuki   | wycofał się   | 11    |        |

#### Najszybsze okrążenie[3]
| Nr | Motocyklista | Konstruktor | Czas     |
| -- | ------------ | ----------- | -------- |
| 4  | Alex Barros  | Honda       | 1:49,947 |